# Žarovnica
Žarovnica är en ort i Kroatien.   Den ligger i länet Varaždin, i den norra delen av landet, 50 km norr om huvudstaden Zagreb. Žarovnica ligger 276 meter över havet och antalet invånare är 933.
Terrängen runt Žarovnica är kuperad åt sydväst, men åt nordost är den platt. Runt Žarovnica är det ganska glesbefolkat, med 28 invånare per kvadratkilometer. Närmaste större samhälle är Lepoglava, 5,0 km söder om Žarovnica. I omgivningarna runt Žarovnica växer i huvudsak lövfällande lövskog.